# Roselin tacheté
Carpodacus rubicilla
Espèce
Statut de conservation UICN

 LC  : Préoccupation mineure
Le Roselin tacheté (Carpodacus rubicilla) est une espèce de passereaux de la famille des Fringillidae présent en Afghanistan, en Azerbaïdjan et Géorgie.

## Description
La distinction entre rubicilloides et rubicilla est difficile chez le mâle voire impossible chez la femelle. Le mâle rubicilloides se distingue surtout par l’arrière de la tête brune au lieu de rouge chez rubicilla. Il se singularise aussi par son dos brun rougeâtre lourdement strié de foncé au lieu de brun clair rosé et non strié chez rubicilla. Autre critère d’identification : le tour du bec et de l’œil est noir chez rubicilla, rouge foncé chez rubicilloides. Les femelles sont très similaires mais rubicilloides montre une coloration générale légèrement plus grise et rubicilla plus brune.

## Taxinomie
Sa sous-espèce C. r. severtzovi a brièvement été élevée an rang d'espèce, mais l'étude phylogénique de Tietze et al. est venue infirmer cette conclusion.

### Sous-espèces
D'après Alan P. Peterson, cette espèce est constituée des 4 sous-espèces suivantes :
- Carpodacus rubicilla diabolicus  (Koelz) 1939 ; nord-est de l’Afghanistan ;
- Carpodacus rubicilla kobdensis  (Sushkin) 1925 ; nord-ouest du Sinkiang et de la Mongolie, sud de la Sibérie (monts Saïan) ;
- Carpodacus rubicilla rubicilla  (Guldenstadt) 1775 ; centre et est du Caucase ;
- C. r. severtzovi Sharpe, 1886 : Altaï chinois, Tien-Chan, Pamir, Turkestan russe, ouest du Sinkiang, monts Kouen Louen, Nan-Chan, Tsinghaï, nord du Pakistan, de l’Afghanistan, de l’Inde, du Népal et du Sikkim, sud du Tibet.

## Habitat
En Asie centrale, il fréquente les collines herbeuses et rocailleuses, les prairies alpines, les buissons rabougris à la limite des neiges éternelles entre 3 600 et 5 200 m. Dans la partie européenne de sa distribution (Caucase), il affectionne les pentes dénudées au-delà de 3 000 m, la proximité des glaciers, les versants rocheux et herbeux parsemés de bouleaux nains et de rhododendrons.

## Alimentation
Cet oiseau se nourrit surtout de baies d’argousier et de graines de caragana, de petits pois, de grains de céréales et d’insectes. Mais la plante dominante pour l’espèce est l’argousier (Hippophae rhamnoides) dont il prélève les bourgeons ou les baies, selon la saison.

## Mœurs
Dans le sud de l’Altaï et dans le nord-ouest de la Mongolie, les roselins tachetés quittent les sites de nidification en septembre-octobre, laissant sur place une petite fraction de la population (5 à 10 %) sédentaire ou gagnant l’étage des conifères à plus basse altitude. Des individus isolés apparaissent çà et là dans des groupes de dur-bec des sapins (Pinicola enucleator) fin octobre. La formation des couples commence en janvier avec l’apparition des premières parades se manifestant par des mouvements synchronisés d’élévation et d’abaissement des becs, les deux partenaires se tenant face à face. En avril, les couples formés rejoignent les sites de nidification en altitude mais regagnent les forêts de conifères en cas d’enneigement.

## Nidification
Selon la littérature classique, le nid peut être placé dans une crevasse de rocher, sous un amas de pierres ou sur le sol au pied d’un buisson. Il contient des œufs verdâtres tachetés de brun foncé. Mais il existe un cas de nidification assez exceptionnel pour un roselin. En août 2002, à Loma dans l’est du Ladakh, un nid est découvert sur une poutre en bois d’un bâtiment d’une caserne abandonnée. Il abritait des poussins âgés d’environ une semaine. Deux autres nids furent découverts dans des constructions voisines et dans des emplacements similaires à deux mètres de hauteur. Une photo de l’un des nids montre bien la large paroi externe et l’étroite coupe interne avec un épais rembourrage de poils noirs de yacks et de quelques poils blancs de chèvres. Ces matériaux aux propriétés calorifuges sont probablement une adaptation au froid dans ces contrées de haute montagne.